# Положение-2
1АР1 «Положение-2» (укр. 1АР1 «Положення-2») — разведывательный автоматизированный звукометрический акустический комплекс. Задачей комплекса является ведение звукометрической разведки и управление огнём артиллерии. Базируется на легкобронированном гусеничном транспортёре МТ-ЛБу. Комплекс может размещаться стационарно.

## История
Разработка звукометрического комплекса РАЗК «Положение-2» на базе транспортёра МТ-ЛБу в одесском СКБ «Молния» была начата в 1995 году и завершена в декабре 2012 года.
Кроме того, к участию в работах по созданию аппаратной машины были привлечены Тернопольский радиозавод «Орион» (радиостанции Р-173М и РН-2.7 «Оріон РН-2.7» производства радиозавода «Орион»), ЗГП «Радиоприбор» (телефонный аппарат ТА-57 производства ЗГП «Радиоприбор») и ГП «Оризон-Навигация» (приборы спутниковой навигации СН-3210 и СН-3003М «Базальт-М» производства ГП «Оризон-Навигация»).
После завершения испытаний, приказом Министерства обороны Украины № 126 от 20 февраля 2013 года, комплекс был официально принят на вооружение вооружённых сил Украины под наименованием 1АР1 «Положение-2».
В августе 2013 года военная прокуратура Киева потребовала от СКБ вернуть около 400 тыс. гривен, ранее выделенных предприятию на разработку РАЗК «Положение-2», что осложнило хозяйственное положение предприятия. В ноябре 2013 года СКБ «Молния» обратилось в хозяйственный суд Киева с иском против министерства обороны Украины, потребовав возместить расходы предприятия, но проиграло процесс. В результате СКБ не сумело начать производство комплекса «Положение-2» и в 2014 году остановило производство.
В июле 2014 года командир в/ч В1060 вооружённых сил Украины полковник В. Ш. Исмаилов обратился в СКБ «Молния» с просьбой передать на баланс войсковой части метеокомплект «Положение-2АМК» (входивший в состав комплекса «Положение-2») для использования в зоне АТО, но его передача не состоялась, поскольку комплекс уже был передан в собственность министерства обороны Украины.
26 октября 2015 года стало известно о том, что Львовский государственный завод «ЛОРТА» в ходе выполнения программы импортозамещения работает над заменой компонентов российского производства в составе комплекса «Положение-2» на комплектующие украинского производства.
В декабре 2015 года заместитель главного инженера завода «ЛОРТА» Д. Б. Кузьминский сообщил в интервью, что серийное производство комплекса «Положение-2» решено начать на заводе «ЛОРТА».
В 2016 году станция была включена в каталог продукции государственного концерна "Укроборонпром" в качестве образца продукции военного назначения, которая может быть изготовлена и поставлена на экспорт.

## Описание
Комплекс «Положение-2» состоит из аппаратной машины на базе многоцелевого транспортёра (первый комплекс изготовлен на базе МТ-ЛБу, однако сообщается, что при необходимости комплекс может быть размещён на базе МТ-ЛБ или на ином шасси), трёх акустических баз и девяти высокочувствительных датчиков-микрофонов ПР-101.
Аудиоинформационные регистрируемые данные на каждом из девяти микрофонов интерферометрии обрабатываются компьютером. Все данные передаются по шифрованным каналам связи оператору, который обеспечен комплектом шумопоглощающего шлемофона и тепловым детектором движения «Тревога» Р-173М. Данные в обработанном специальной компьютерной программой виде отображаются в онлайн-режиме на экране оператора и цифровом планшете артиллерийского командира.
Стандартная используемая навигационная и метеокомплектная аппаратура совместима и может быть подключена к системам GPS и ГЛОНАСС.
Также машина оборудована метеокомплектом «Положение-2АМК», детектором движения «Тревога» Р-173М, шумопоглощающим шлемофоном с ларингофоном ШШ-1, прибором ночного виденья, прибором радиационной и химической разведки ПРХР-М, телефонным аппаратом ТА-57, а также кондиционером Р1910.
Максимальная дальность, на которой комплекс обеспечивают обнаружение противника, составляет 35 км. Корректировать огонь своих войск комплекс способен на расстоянии до 15 км.

## Страны-эксплуатанты
- Украина: 20 февраля 2013 комплекс был принят на вооружение украинской армии[10] и в дальнейшем передан в распоряжение министерства обороны Украины[7]